# Операција Грмеч
Операција Грмеч 94 је кодни назив за операцију Армија Републике Босне и Херцеговине у јесен 1994. године, у Босанској Крајини, чији је циљ био ослобађање територија јужно од Бихаћа па све до Кулен Вакуфа и ослобађање територија источно од Бихаћа па све до Босанске Крупе. Операција се завршила победом 5. корпуса, али је Војска Републике Српске касније покренула Операцију Штит и вратили изгубљену територију.

## Увод
С почетком од 31. августа до 6. септембра, снаге 2. крајишког корпуса су покушале да заузму доминантне коте на Грабежу, и мада је на пар праваца начињен помак, одбрана 5. корпуса (501. и 502. бихаћка бригада, 503. цазинска и 1. ослободилачка бригада) се одржала.
Напад прве тактичке групе (43. мтбр, 5. лпбр, 6. лпбр) отпочео је 5. септембра. У наредна три дана снаге АРБиХ (511. крупска бригада) биле су потиснуте преко реке Баштре; тиме је прва тактичка група избила на један километар од Отоке. Укопавши се на брдима Вучковац и Плавна око Отоке, 511. бригада је, међутим, успела да заустави прву тактичку групу.
У време потискивања снага АРБиХ преко реке Баштре, 8. септембра, напад је отпочела друга тактичка група са циљем да заузме Бужим. Првог и другог дана напада, група је успела да продре два километра у дубину. Упркос томе, 12. септембра снаге АРБиХ (505. бужимска и делови 517. бригаде) прешле су у контранапад преко босанско-хрватске границе, одбацујући снаге ВРС из ширег рејона Бужима.

## Ток операције
У Бихаћу 23. октобра 1994. године, 5. корпус АРБиХ, предвођен Атифом Дудаковићем, покренуо је велику офанзивну операцију под називом „Грмеч 94“. Циљ операције је био заузимање Грмечке висоравни. Снаге АРБиХ, које се састоје од приближно 13.000 војника, напредовале су из сјеверних дијелова енклаве, са циљем да заузму неколико кључних села и бившу базу ЈНА у Грмечу. АРБиХ је 25. октобра извршила снажан напад на линије одбране бригада ВРС, заузевши неколико села и напредујући према селима Рипач и Радићи. Јединице ВРС су се повлачиле према овим селима, напуштајући своје положаје. Током наредних неколико дана, снаге АРБиХ наставиле су напредовање, заузимајући више територије и потискивајући се према Босанском Петровцу и Крупи на Уни. До 27. октобра заузели су око 150 квадратних километара српске територије. Међутим, начелник Генералштаба Војске Републике Српске Манојло Миловановић затражио је од Уједињених нација да осуде муслиманску офанзиву и врате се на почетне позиције. УНПРОФОР је одговорио претњом НАТО бомбардовања, што је виђено као необичан одговор. Предсједник Републике Српске Радован Караџић је 28. октобра прогласио „ратно стање“ у зони одговорности 2. крајишког корпуса ВРС и мобилисао све војно способне мушкарце који су могли носити оружје на том подручју. Највећи успјех од почетка рата корпус АРБиХ постигао је 29.-31. октобра, опколивши Босанску Крупу и ушавши у Кулен Вакуф. Укупна окупирана територија од 25. октобра до 31. октобра износила је око 250 квадратних километара. Међутим, 29. октобра јединице ВРС су се припремале за одбрану Босанске Крупе, а у томе су и успјешно одбиле муслимански напад. Муслиманске снаге нису могле поново да опколе град у наредних пет дана, а њихови покушаји да прошире своју окупирану територију на исток су одбијени.

## Последице
По наредби Врховног савета одбране РС, ген. Манојло Миловановић добија задатак да ослободи заузету територију и скрши моћ 5. корпуса АРБиХ. Још током трајања операције „Грмеч 94“, ген. Миловановић наређује корпусима ВРС да издвоје јединице за формирање три бригаде које би предводиле контранапад. Како је људство ових бригада долазило из више корпуса, ген. Миловановић одлучује да их назове 1. српска, 2. српска и 3. српска бригада. С обзиром да су бригаде 2. крајишког корпуса биле, мада угруване, и даље способне за борбу, ген. Миловановић формира три тактичке групе. Свака тактичка група је имала по једну српску бригаду, две бригаде из 2. крајишког корпуса, као и низ мањих јединица (током каснијих деловања биће формирана и четврта тактичка група од 11. крупске лаке пјешадијске бригаде и 1. новиградске пјешадијске бригаде).
Осим тактичких група, у контраофанзиви су учествовали и 6. (Бања Лука) и 7. (Приједор) одред Специјалне бригаде полиције, један оклопни батаљон 1. крајишког корпуса, Студентска бригада (од 4. новембра), као и елементи 65. заштитног пука. Операција је почела 4. новембра, а завршена је 20. новембра када је непријатељ враћен на почетне положаје, а сам град Бихаћ стављен у полуокружење.